# Albano Laziale
Albano Laziale is een gemeente in de Italiaanse provincie Rome (regio Latium) en telt 40.879 inwoners (31-12-2019). De oppervlakte bedraagt 23,8 km², de bevolkingsdichtheid is 1.718 inwoners per km². In deze gemeente ligt Stadio Pio XII, het stadion waar het Vaticaans voetbalelftal voorheen zijn wedstrijden speelde.
De volgende frazioni maken deel uit van de gemeente: Cecchina, Pavona.

## Demografie
Albano Laziale telt ongeveer 14284 huishoudens. Volgens cijfers uit de tienjaarlijkse volkstellingen van ISTAT steeg aantal inwoners steeg in de periode 1991-2001 met 7,3%; van 2001 tot eind 2019 was de stijging 21,3 %.
| Jaar | Inwoneraantal |
| ---- | ------------- |
| 1991 | 31.399        |
| 2001 | 33.692        |
| 2018 | 40.879        |

## Geboren
- Vittoria Caldoni (1805-?), schildersmodel
- Antonio Mancini (1852-1930), kunstschilder
- Bruno Monti (1930-2011), wielrenner
- Simone Pepe (1983), voetballer

## Geografie
De gemeente ligt op ongeveer 400 m boven zeeniveau.
Albano Laziale grenst aan de volgende gemeenten: Ardea, Ariccia, Castel Gandolfo, Rocca di Papa, Rome.

## Externe link

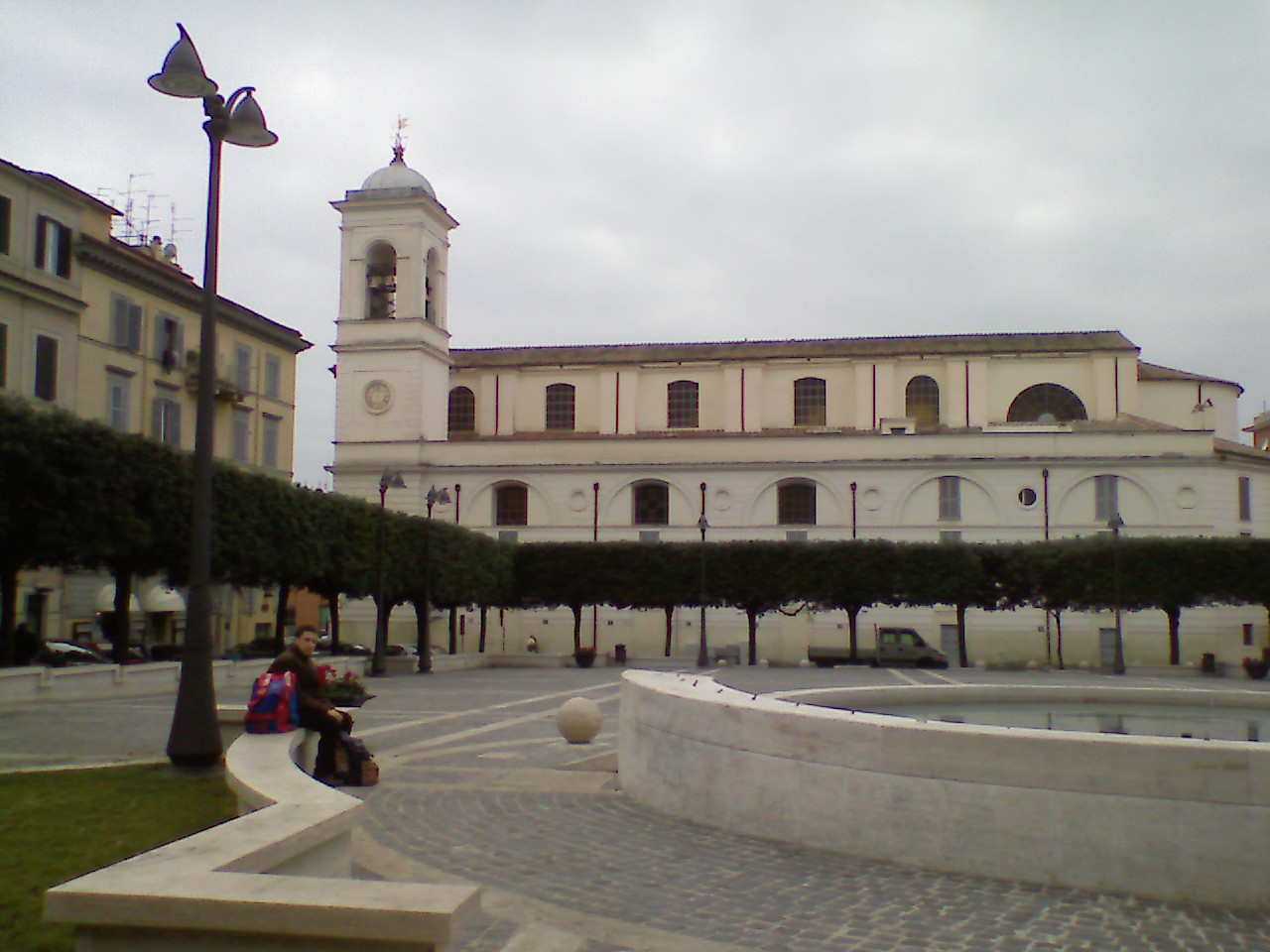
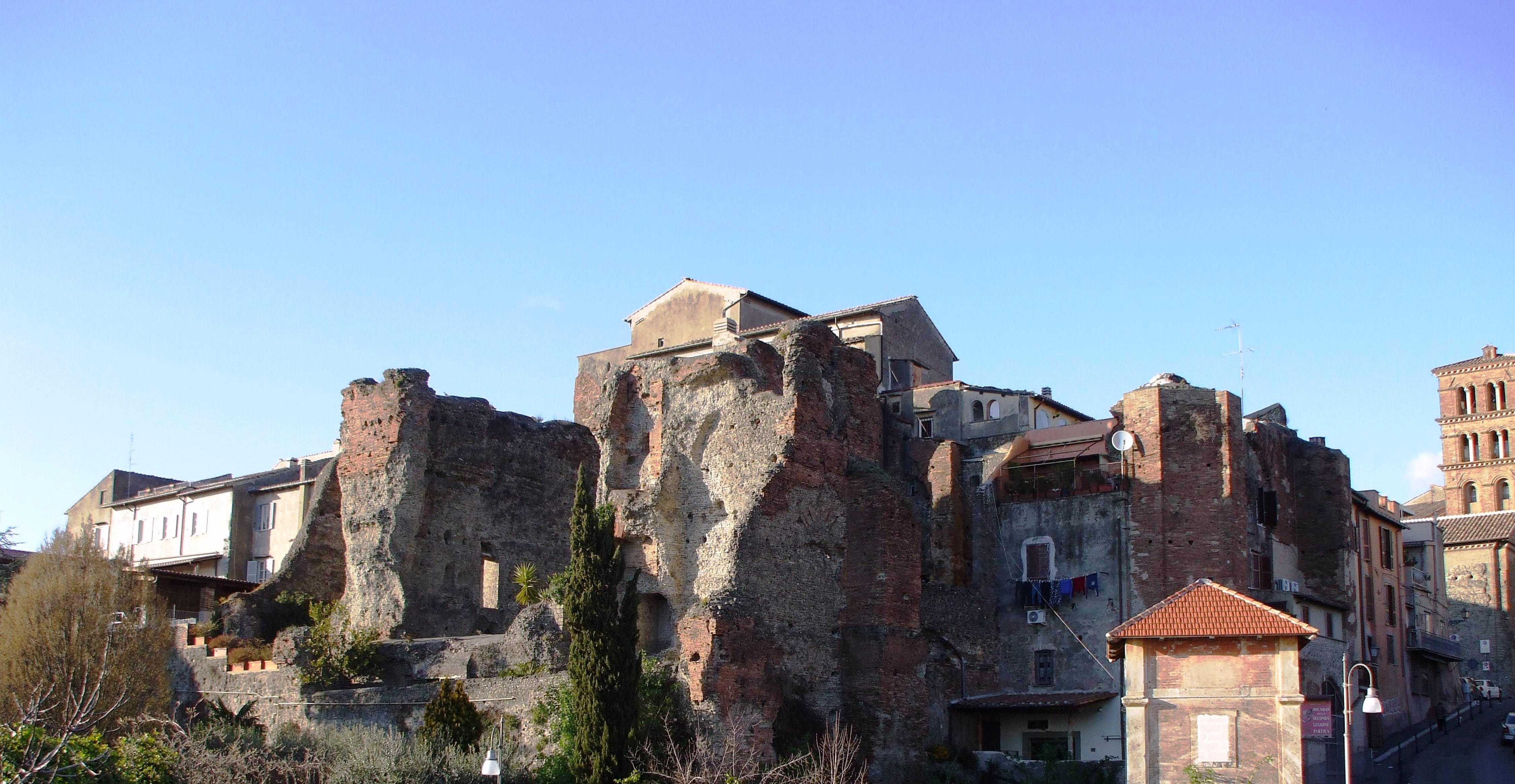
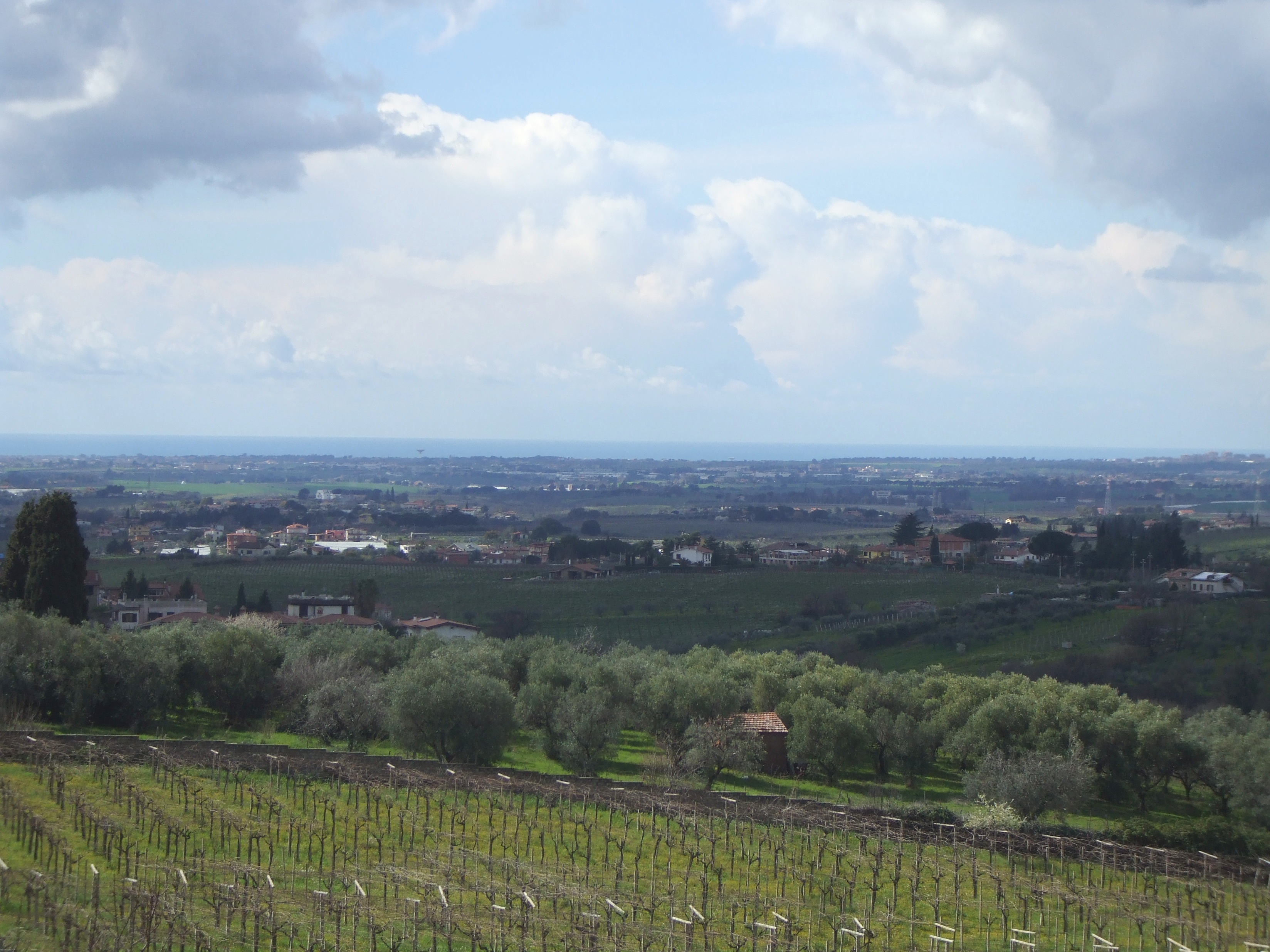
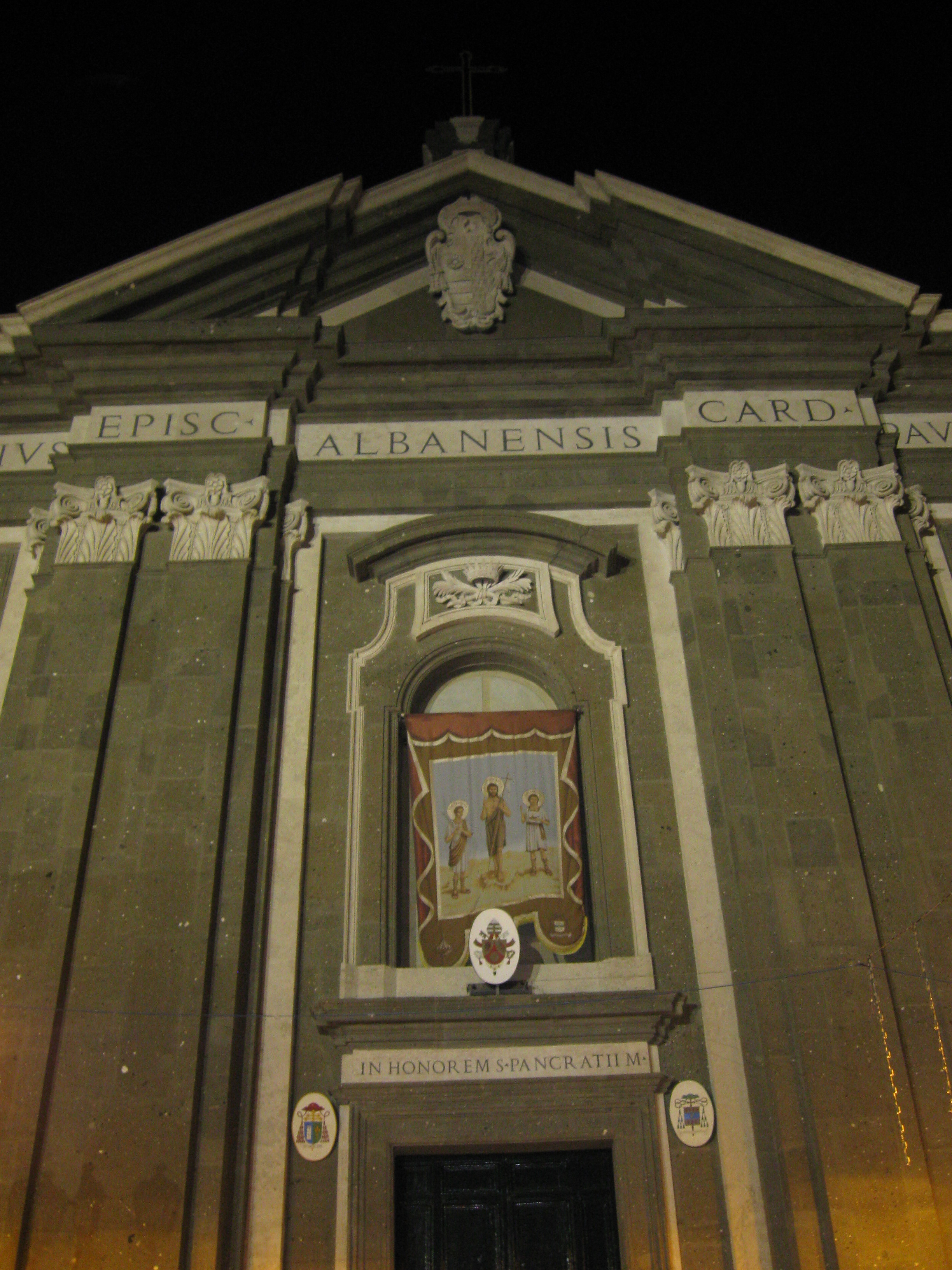
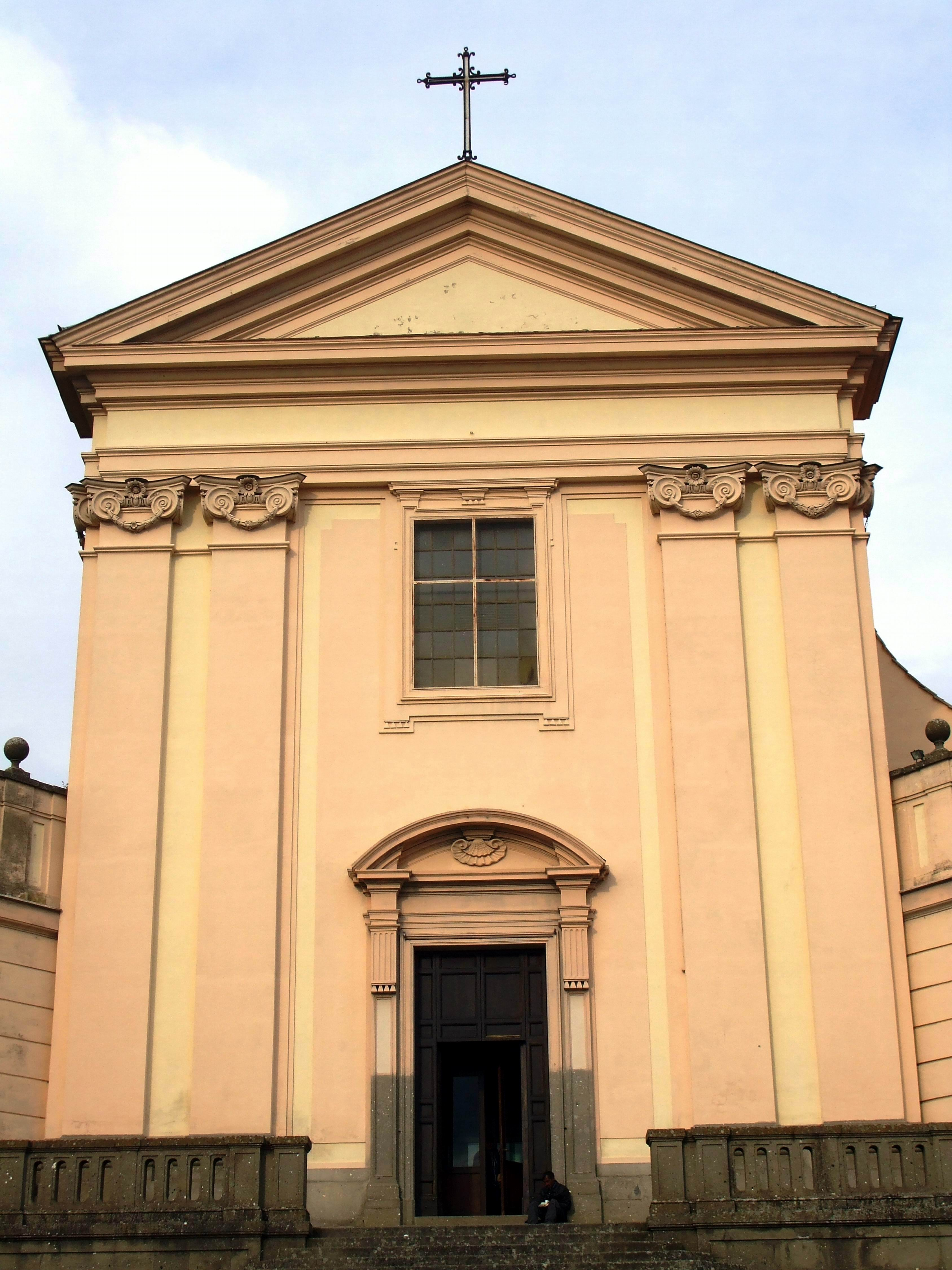
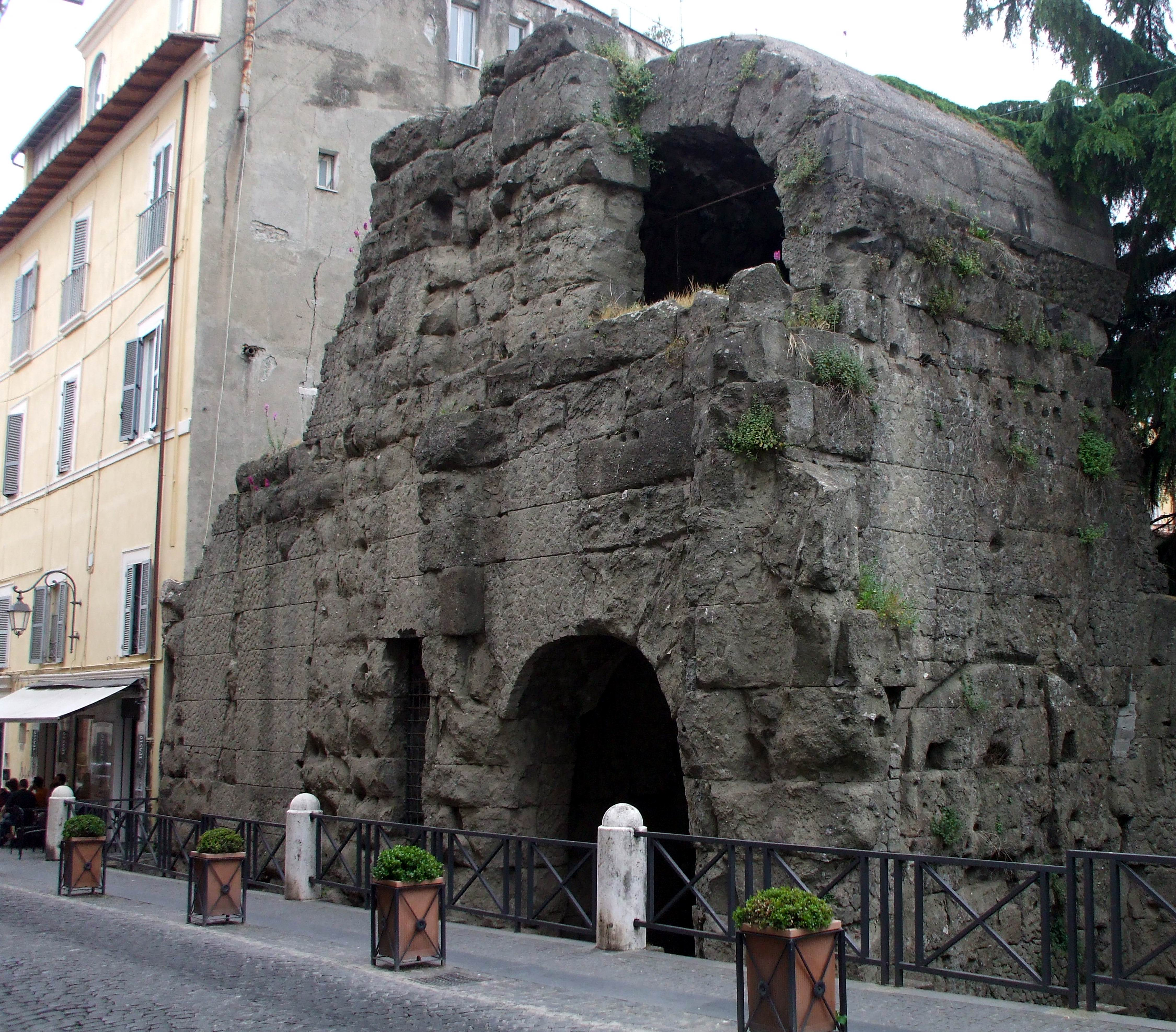
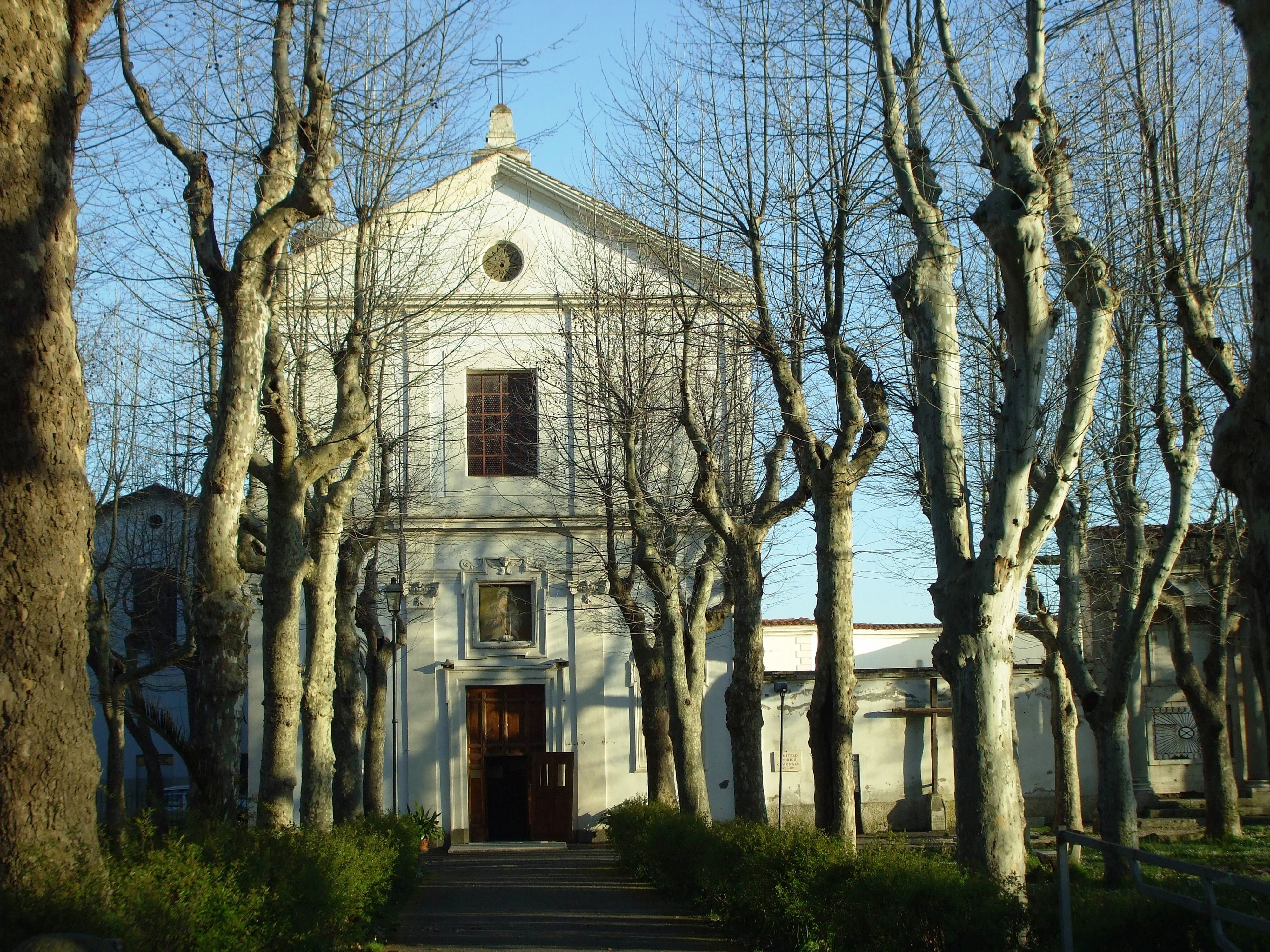
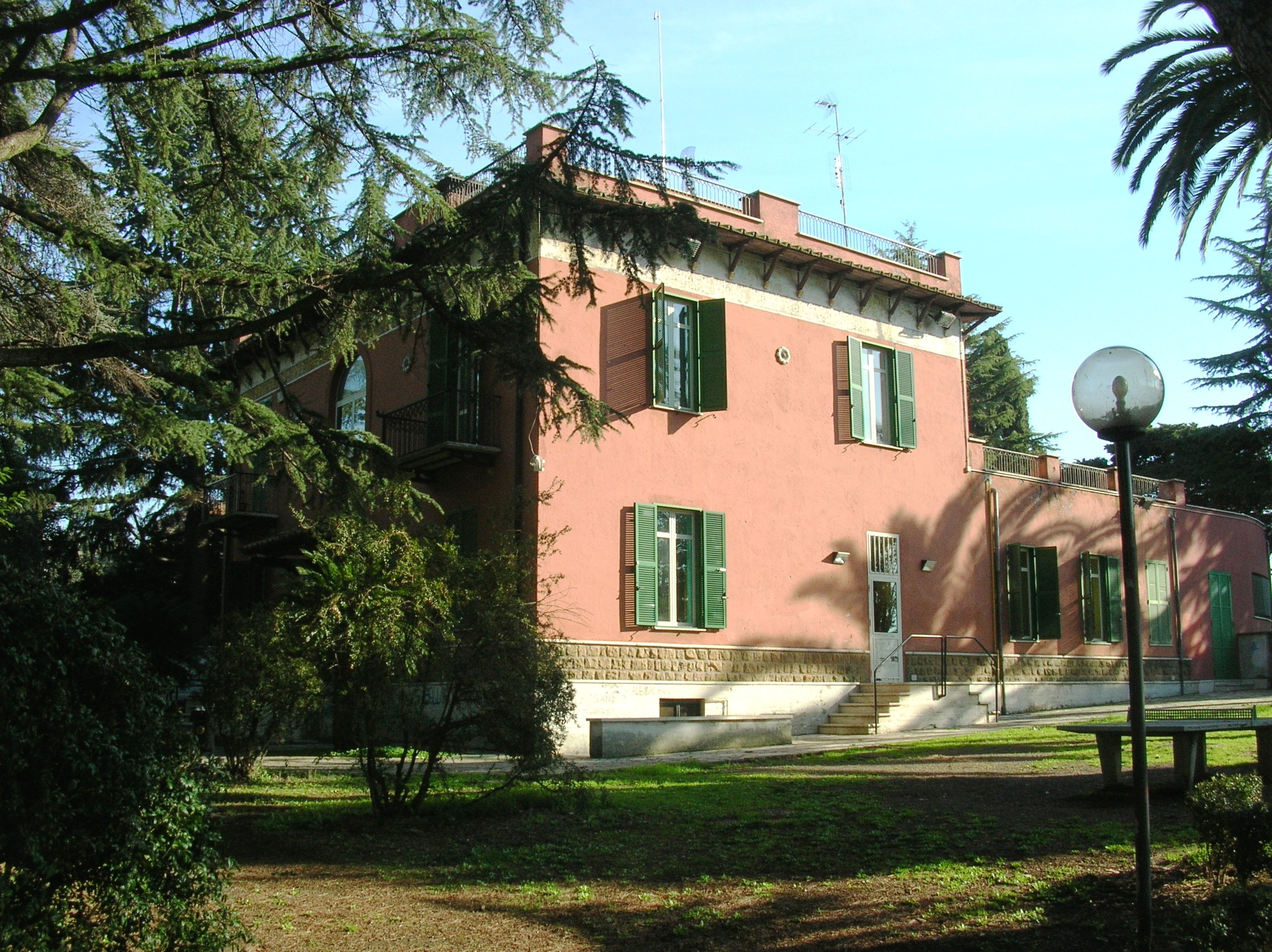
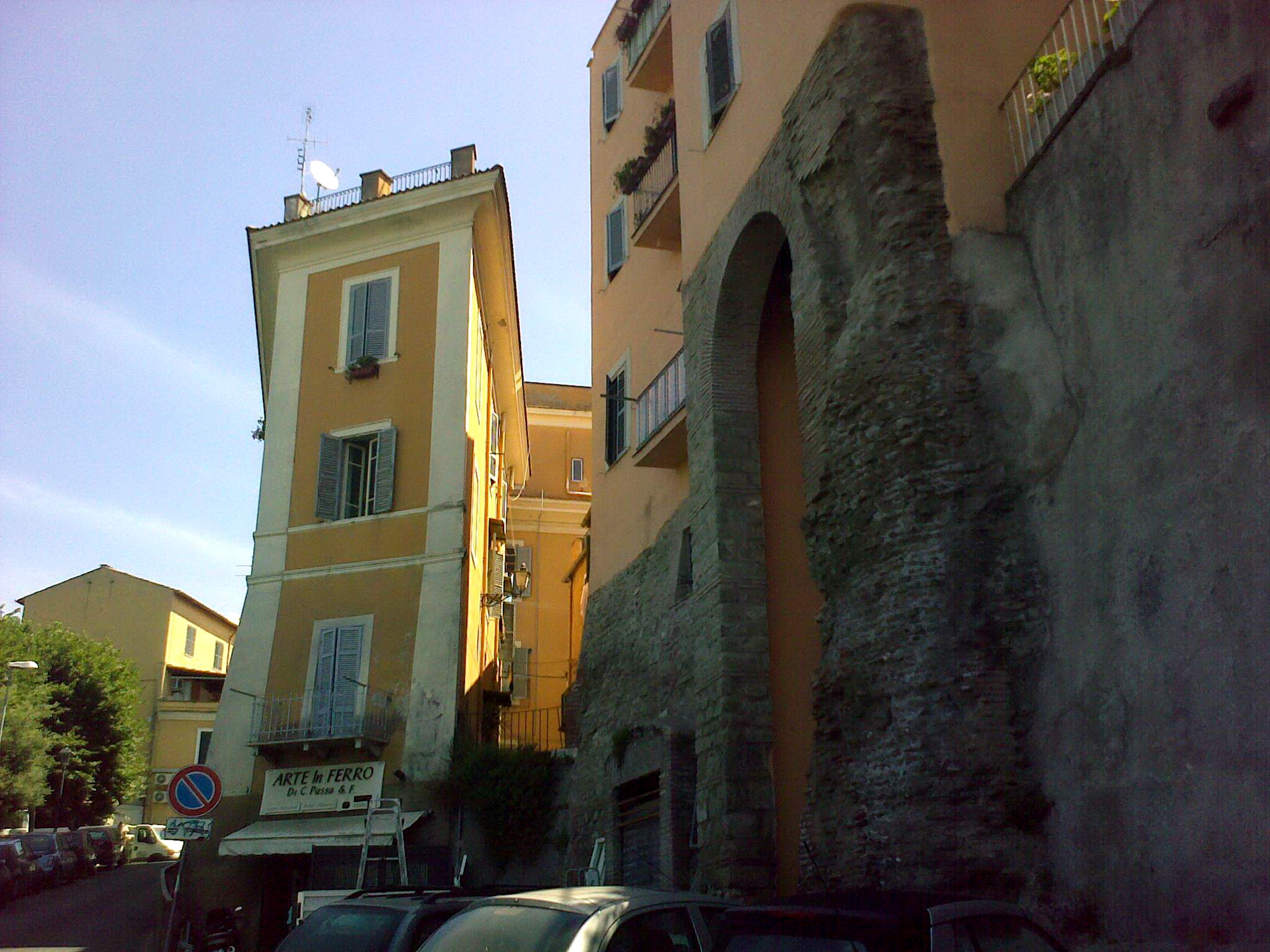
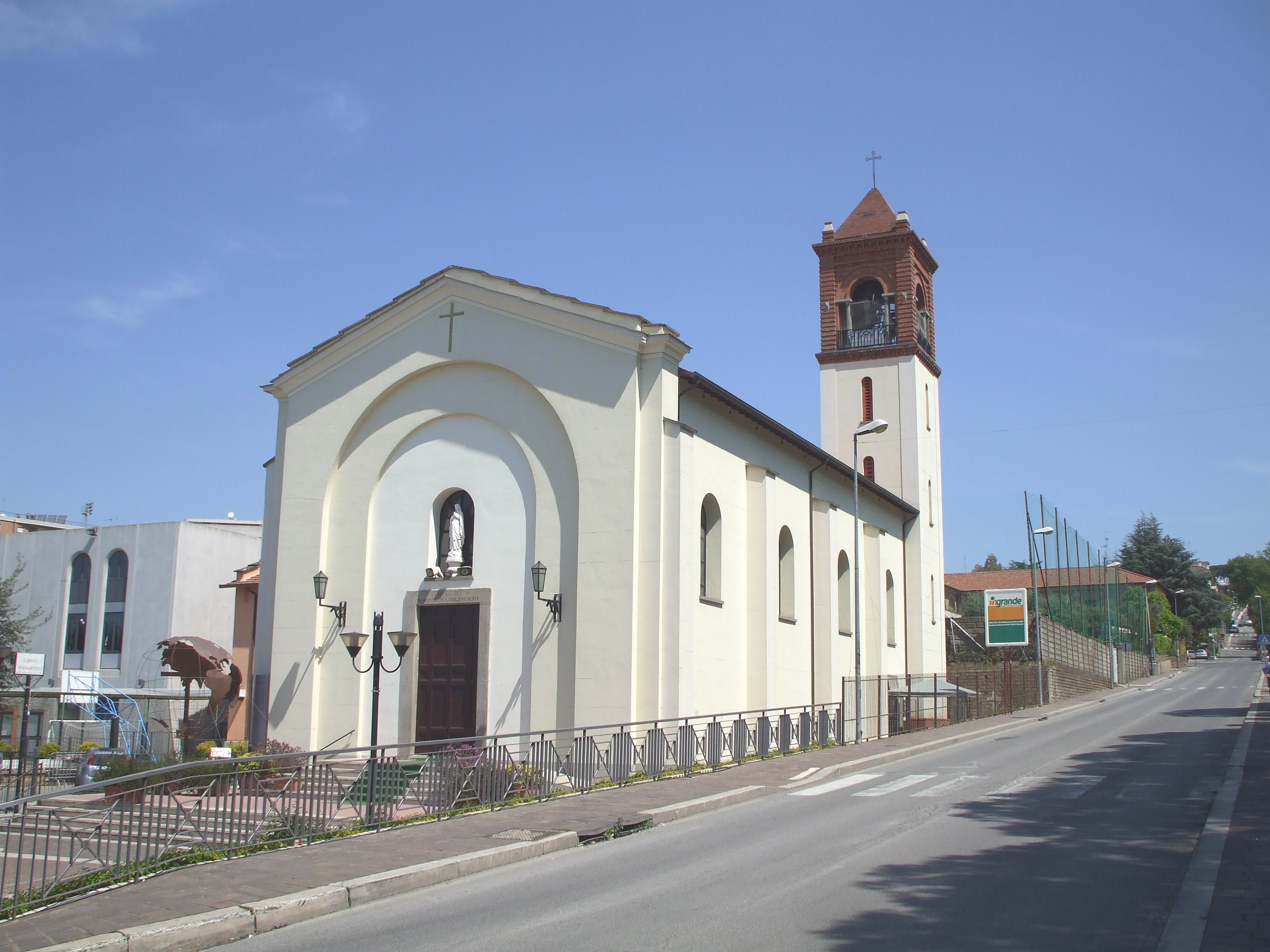